# Kana vavas ando foro
Kana vavas ando foro = Долазећи са вашара : антологија народне поезије војвођанских Рома је антологија народне поезије за коју је сакупио песме и чији је препев урадио Трифун Димић. Књига је објављена 1979. године у издању Српске читаонице и књижнице у Иригу.

## О аутору
Трифун Димић (Госпођинци, 29. фебруар 1956 - Нови Сад, 13. септембар 2001) је живео у Новом Саду и радио као стручни сарадник Културно-просветне заједнице Војводине, био главни и одговорни уредник Ромологије и месечног часописа Alav e Romengo (Реч Рома) и листа Them. Објавио је 16 књига, аутор преко стотину стручних радова из области ромолошких наука и ромске књижевности, приредио и објавио преко тридесет књига о многим ромским и српским писцима, на ромском и српском језику.

## О књизи
Када је 1978. године почео са радом на изради ромско-српскохрватског речника са говорног подручја западног Баната, Бачке и Срема Трифун Димић је био принуђен да међу Ромима сам прикупи текстове који би евентуално надокнадили недостатак одговарајуће литературе неопходне за овај рад. У том послу долазио је је у контакте са Ромима из разних крајева Војводине - Кикинде, Зрењанина, Кулпина, Бегеча, Новог Сад, Госпођинаца, Жабља, Чуруга, Сремске Митровице, Манђелоса, Кузмина, итд. Од њих је прикупио најзанимљивије и најлепше песме које се више не певају, које ретко ко зна.
У књизи се налазе само народне песме. Исто тако у збирци се не налазе песме из других ктрајева, јер се аутор руководио основном идејом да сакупи само поезију из војвођанских крајева. Песме је објавио онако како их је чуо од разних извештача. На оним местима где је бледело извештачево памћење редоследа стихова, и где су препричавали песничку садржину, песме је морао дотеривати уз врло мале коректуре. У песмама није унео рефрене који се често понављају и кји имају пуно значење само у музичком извођењу.
Текст песама у књизи Kana vavas ando foro = Долазећи са вашара : антологија народне поезије војвођанских Рома штампан је упоредо на ромском и српском језику.